# Westerstraat 8-20
Het huizenblok aan de Westerstaat 8 - 20, ook wel Het Hofje, is een rijksmonument in Baarn in de provincie Utrecht. 
De symmetrische voorgevel ligt aan de Nieuw Schoonoordstraat. Achter de huizen loopt een steeg met zeven kleine schuurtjes.
De zeven woningen zijn gebouwd in opdracht van M.G. Faas Elias, eigenaar van de buitenplaats en het Huis Schoonoord. De eerste steen werd in 1858 gelegd door dominee F.W. Merens. De woningen dienden tot huisvesting van gepensioneerd personeel van de jonkheer. Na zijn dood werd zijn dochter Freule Elias eigenaar. Door mevrouw A. Faas Elias zijn de woningen geschonken aan de Hervormde Kerk, voor verhuur aan bejaarden. Na verloop van tijd kwamen er jongeren in de huisjes wonen. Door achterstallig onderhoud verpauperde 't Hofje. Omwonenden slaagden er met een handtekeningenactie in om het langgerekte blok voor sloop te sparen. De woningen zijn later verkocht aan particulieren. Deze verbouwden weliswaar de binnenkant, maar de buitenkant bleef hetzelfde.